# Samsung Galaxy M23 5G
Samsung Galaxy M23 5G – smartfon z systemem Android zaprojektowany, opracowany i sprzedawany przez firmę Samsung Electronics. Telefon posiada moduł 5G. Smartfon został zaprezentowany 4 marca 2022 roku.

## Specyfikacje

### Sprzęt

#### Bateria
Smartfon ma baterię 5000 mAh. W zestawie zawarto kabel do ładowania USB-C.

#### Pamięć
Smartfon jest wyposażony w 4 GB pamięci RAM oraz 128 GB pamięci wewnętrznej.

#### Aparaty fotograficzne
Smartfon ma trzy tylne obiektywy – jeden 50-megapikselowy oraz jeden 5-megapikselowy i jeden 8-megapikselowy. Dodatkowo posiada jeden przedni 8-megapikselowy obiektyw.

#### Oprogramowanie
Smartfon działa pod kontrolą systemu operacyjnego Android 12.

#### Procesor
Smartfon posiada jeden 8-rdzeniowy procesor Qualcomm Snapdragon 750.